# Volker Rudolph
Volker Rudolph (* 1976 in Amberg) ist ein deutscher Kardiologe und Hochschullehrer. Er ist Direktor der Klinik für Allgemeine und Interventionelle Kardiologie/Angiologie am Herz- und Diabeteszentrum NRW, Bad Oeynhausen (Universitätsklinikum der Ruhr-Universität Bochum).

## Leben
Rudolph studierte von 1996 bis 2003 Humanmedizin an der Friedrich-Schiller-Universität Jena. Nach Beendigung seiner Promotion an der Friedrich-Schiller-Universität Jena arbeitete er für neun Jahre in der kardiologischen Klinik der Universitätsklinik Hamburg-Eppendorf. Hier absolvierte er seine Ausbildung zum Facharzt für Innere Medizin und Kardiologie und arbeitete in den letzten zwei Jahren als Oberarzt, bevor er in die kardiologische Klinik der Uniklinik Köln wechselte, wo er von 2014 bis August 2018 als Stellvertretender Klinikdirektor und leitender Oberarzt tätig war.
Schwerpunkte der klinischen Tätigkeit von Rudolph sind die Behandlung von Herzklappenerkrankungen mit Fokus auf die Mitral- und Trikuspidalklappe sowie die kathetergestützte Therapie der koronaren Herzerkrankung. Rudolph ist stellvertretender Sprecher des Arbeitskreises für kathetergestützte Mitralklappentherapie der Deutschen Gesellschaft für Kardiologie.
Wissenschaftlich befasst sich die Arbeitsgruppe von Rudolph mit der Entwicklung neuer Ansätze für die Therapie der Herzschwäche. Dabei bildete ein zweijähriger durch die Deutsche Herzstiftung geförderter Forschungsaufenthalt am Institut für Pharmakologie und chemische Biologie der Universität Pittsburgh, Pennsylvania, (2007–2009), die Ausgangsbasis für sein Forschungsprojekt. Hier gelang die Beschreibung von im menschlichen Körper gebildeten Signalmolekülen, deren Funktion die Arbeitsgruppe über die letzten Jahre weiter aufklären konnte und deren möglicher Einsatz als Medikament aktuell in frühen klinischen Untersuchungen getestet wird. Mit Beginn seiner Tätigkeit am Herz- und Diabeteszentrum NRW (HDZ NRW), Bad Oeynhausen, wurden seine Forschungsvorhaben am zukünftig dort ansässigen „Agnes Wittenborg Institut für kardiovaskuläre Forschung“ fortgesetzt. Zur Einrichtung des Forschungsinstituts stellte der Förderverein des HDZ NRW Mittel in Höhe von einer Million Euro zur Verfügung.

## Schriften
- Dissertation: „Evaluation der hämodynamischen Eigenschaften von Aortenklappenprothesen und Vergleich zwischen Echokardiographie und invasiver Druckmessung in der Beurteilung von Aortenklappenprothesen“, 2003
- Habilitation: „Myeloperoxidase – Modulator pro- und antiinflammatorischer kardiovaskulärer Signalkaskaden“, 2011